# Station Cuijk
Station Cuijk is een spoorwegstation in Cuijk aan de Maaslijn uit 1882. De treindiensten worden verzorgd door Arriva. Op werkdagen overdag is er een kwartierdienst op het traject. Sinds 12 maart 2007 tussen Nijmegen en Boxmeer, sinds december 2007 naar Venray. Het gebouw is een ontwerp van M.A. van Wadenoyen en was oorspronkelijk niet wit geschilderd. Het is iets groter dan het vergelijkbare station van Boxmeer.

## Treinverbindingen
De volgende treinseries van Arriva halteren in de dienstregeling 2025 te Cuijk:
| Serie       | Treinsoort         | Route                                        | Bijzonderheden                                                                                |
| ----------- | ------------------ | -------------------------------------------- | --------------------------------------------------------------------------------------------- |
| 32200 RS 11 | Stoptrein (Arriva) | Nijmegen – Cuijk – Venray – Venlo – Roermond |                                                                                               |
| 32300 RS 11 | Stoptrein (Arriva) | Nijmegen – Cuijk – Venray – Venlo            | Rijdt niet 's avonds en in het weekend. De laatste drie ritten vanaf Nijmegen gaan tot Venlo. |

## Voor- en natransport
Er zijn uitgebreide voorzieningen voor fietsers en er is eind 2006 een grote parkeerplaats aan de westzijde van het spoor gerealiseerd, als aanvulling op het parkeerterrein aan de oostzijde van het station.
Aansluitend op de treinen vertrekken twee streekbussen, een buurtbus en een schoolbus van station Cuijk. Deze busdiensten worden verzorgd door Arriva.
- Lijn 91: Cuijk - Vianen - Haps - Sint Hubert - Mill - Odiliapeel - Volkel - Uden (streekbus)
- Lijn 92: Cuijk - Vianen - Haps - Sint Hubert - Mill - Langenboom - Escharen - Grave (streekbus)
- Lijn 238: Grave - Escharen - Gassel - Beers - Cuijk - Sint Agatha - Oeffelt - Beugen - Boxmeer (buurtbus)
- Lijn 638: Grave → Escharen → Gassel → Cuijk (schoolbus)

## Afbeeldingen

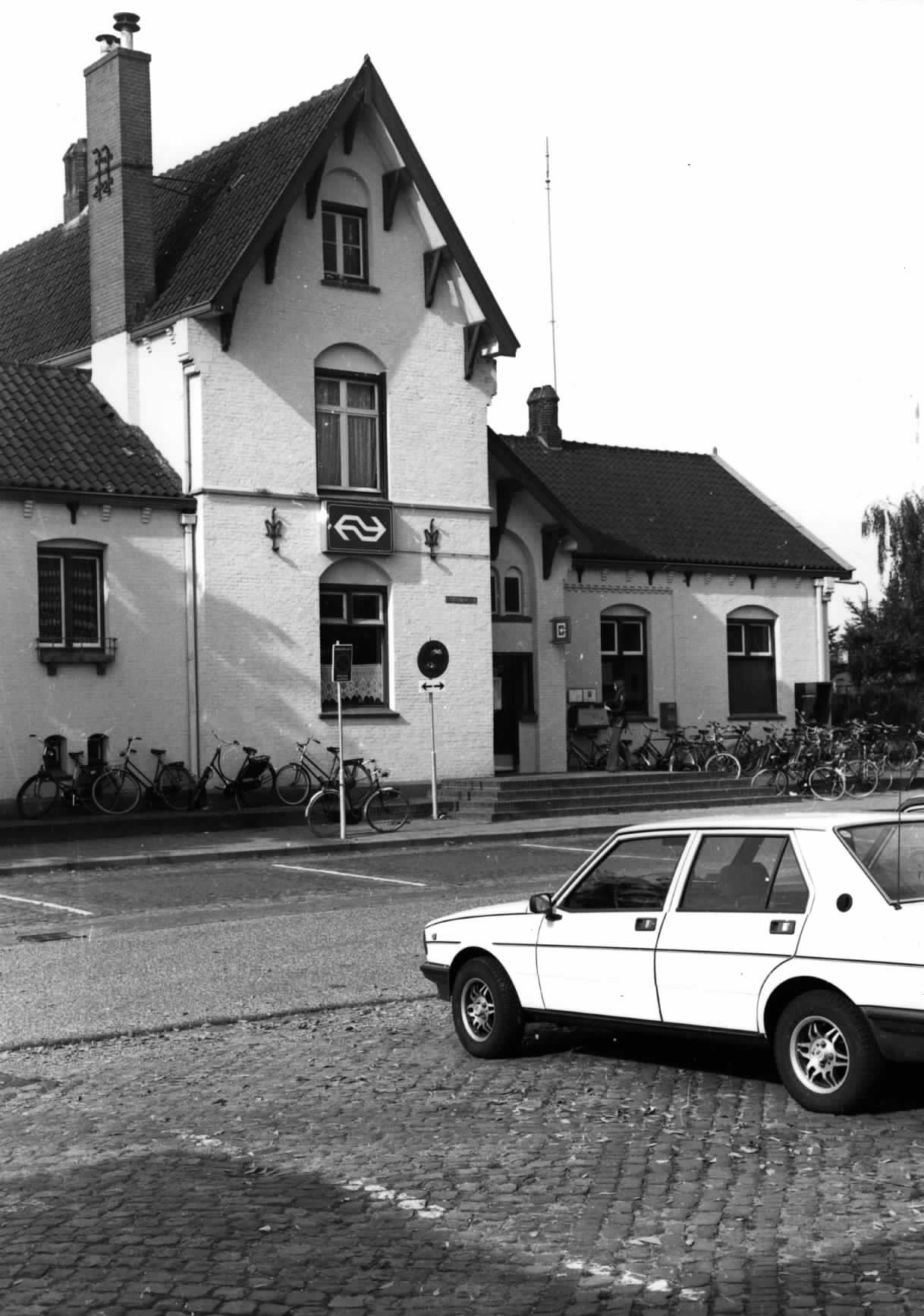
Station in 1979
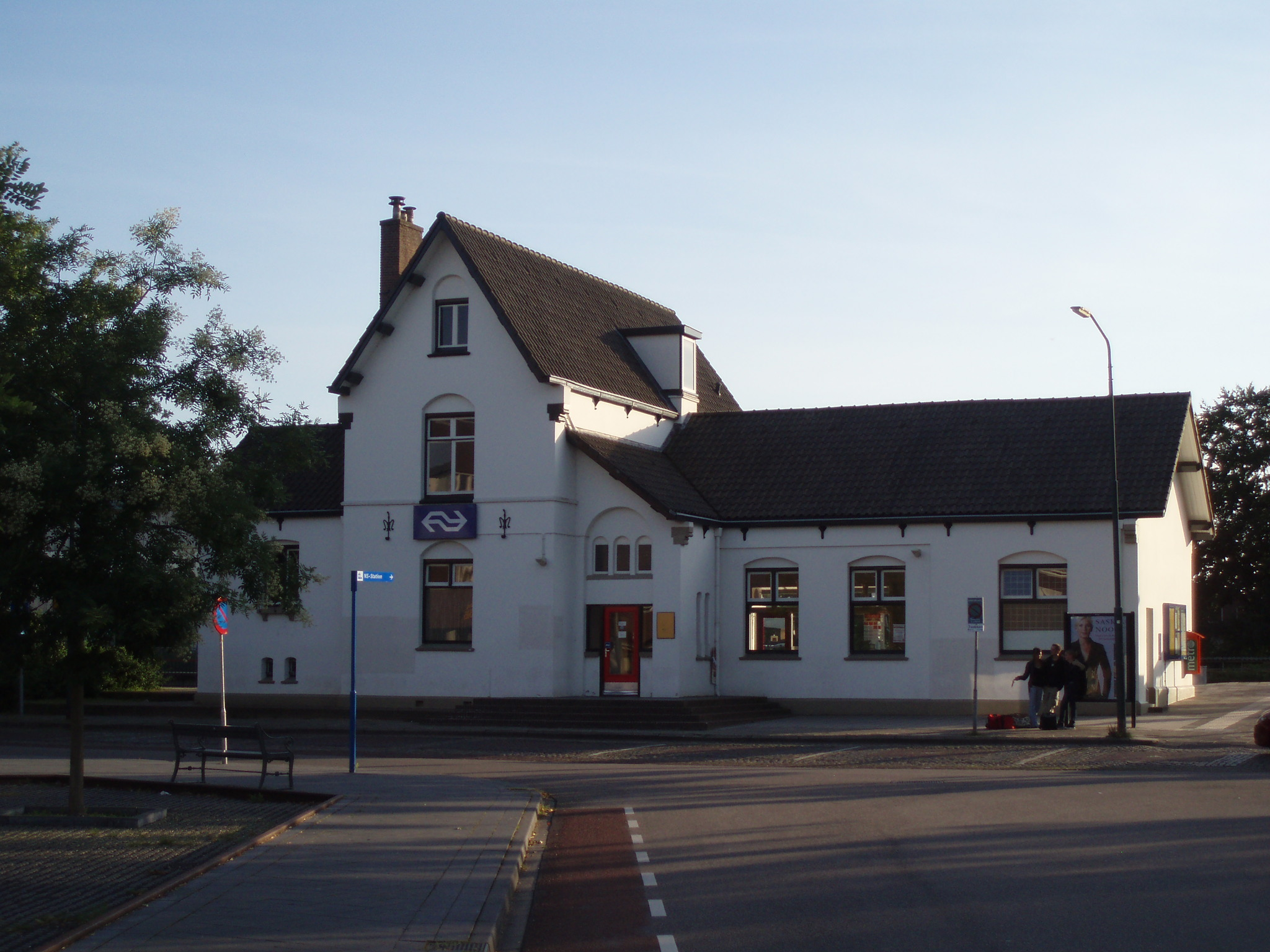
Station in 2007
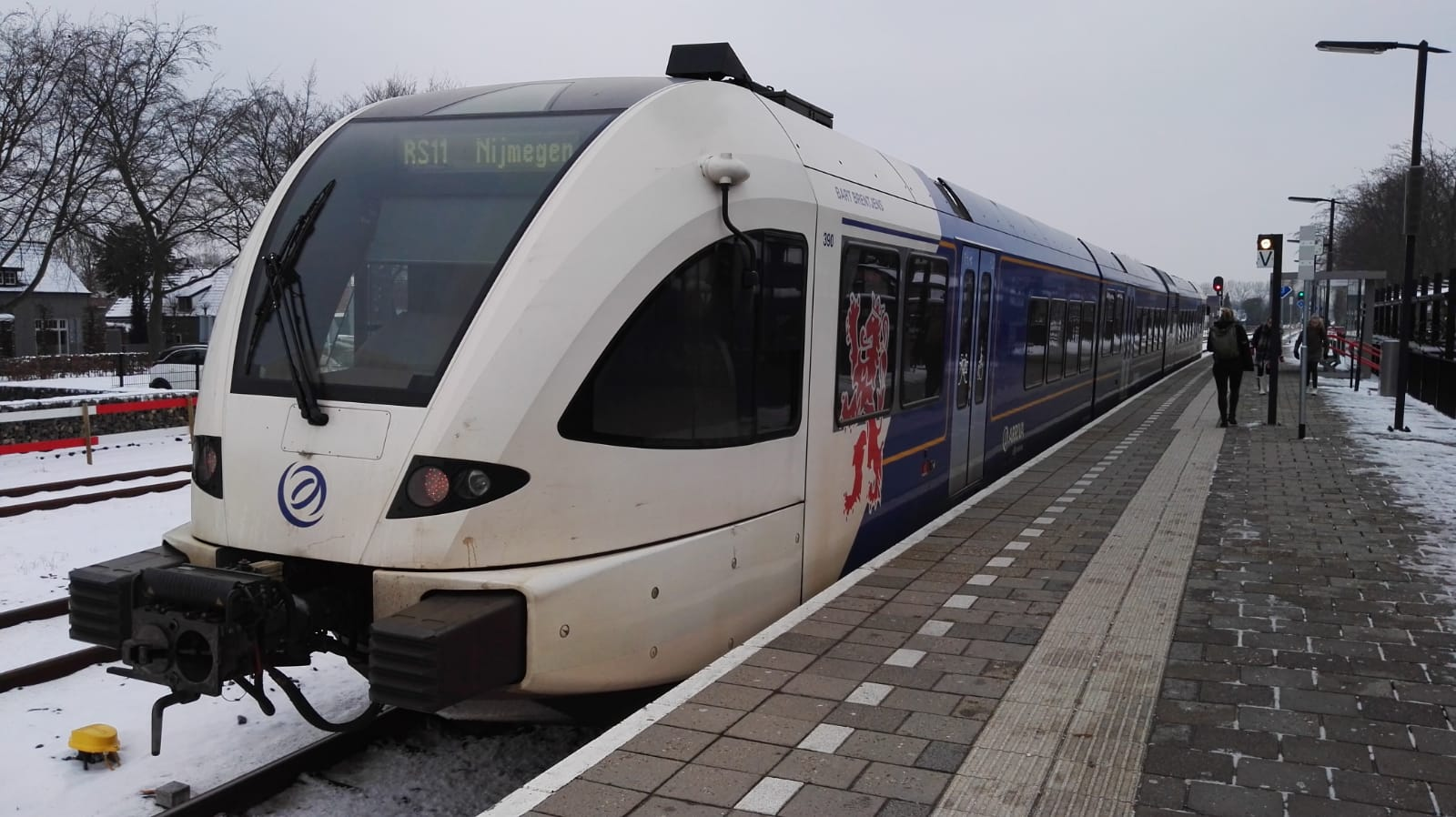
Arriva GTW op het station
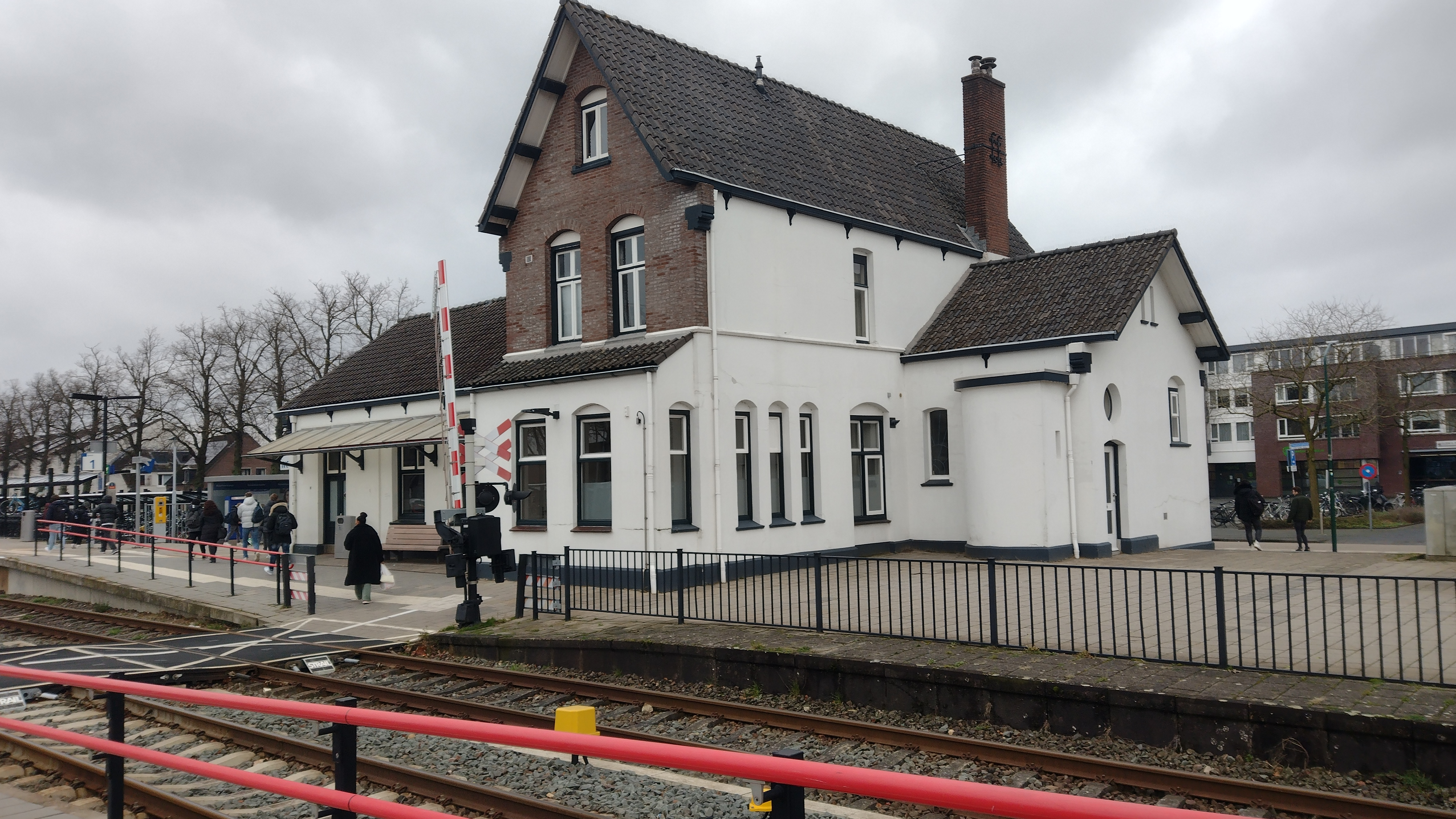
Station in 2023
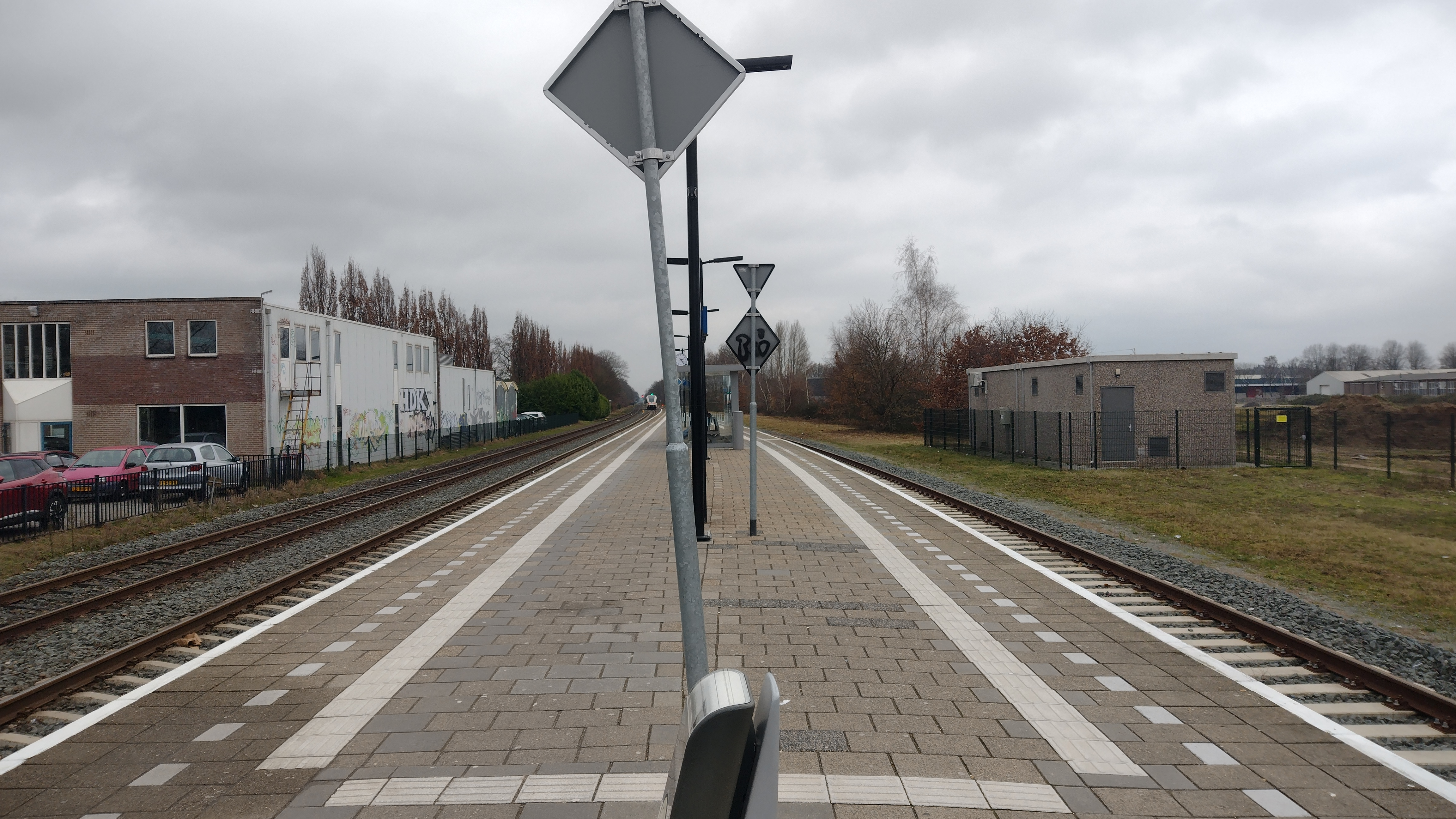
Perron
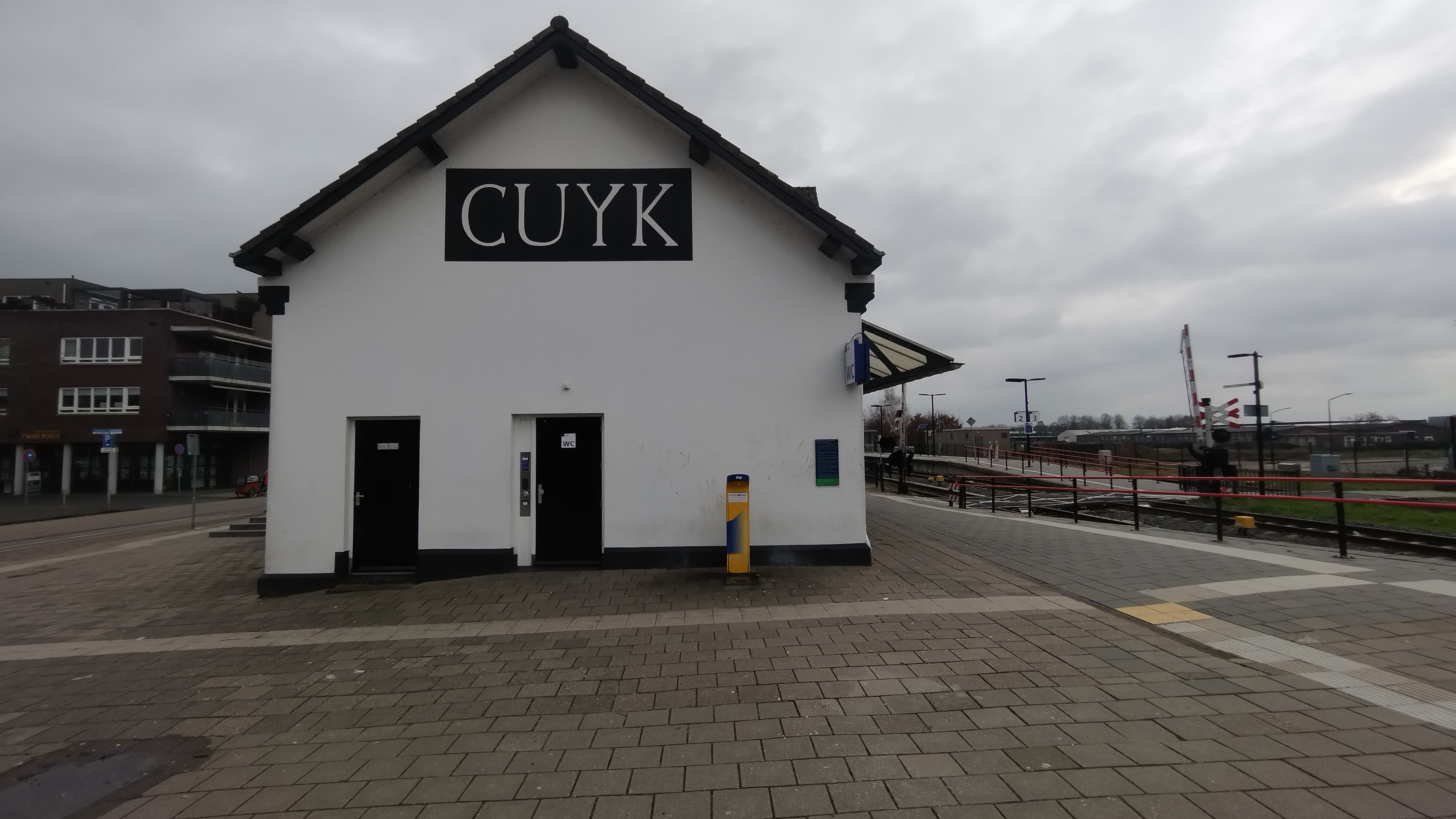
Zijaanzicht van het stationsgebouw

17: Nijmegen ·
19: Nijmegen Heyendaal ·
26: Mook-Molenhoek ·
28: Heumen ·
Linden-Katwijk ·
31: Cuijk ·
35: Kruispunt Beugen ·
38: Beugen-Rijkevoort ·
42: Boxmeer ·
Sambeek ·
Vortum ·
46: Vierlingsbeek ·
Maashees-Smakt ·
56: Venray ·
Oirlo-Castenraij ·
63: Meerlo-Tienray ·
69: Lottum ·
71: Grubbenvorst ·
77: Blerick ·
78: Venlo
Bergen op Zoom · 
Best · 
Boxmeer · 
Boxtel · 
Breda · 
-Prinsenbeek · 
Cuijk · 
Deurne · 
Eindhoven:
-Centraal · 
-Stadion · 
-Strijp-S ·
Etten-Leur · 
Geldrop · 
Gilze-Rijen · 
Heeze · 
Helmond · 
-Brandevoort ·
-Brouwhuis · 
-'t Hout · 
's-Hertogenbosch · 
-Oost · 
Lage Zwaluwe · 
Maarheeze · 
Oisterwijk · 
Oss ·
-West · 
Oudenbosch · 
Ravenstein · 
Roosendaal · 
Rosmalen · 
Tilburg · 
-Reeshof · 
-Universiteit · 
Vierlingsbeek · 
Vught · 
Zevenbergen
Voormalige stations: zie de lijst van voormalige spoorwegstations in Noord-Brabant